# Gau Düsseldorf
Il Gau Düsseldorf fu una divisione amministrativa della Germania nazista dal 1933 al 1945 nella regione di Düsseldorf nella Provincia del Reno. Prima di allora, dal 1930 al 1933, fu la suddivisione regionale del partito nazista in quella zona.

## Storia
Il sistema dei Gaue nazista fu originariamente istituito in una conferenza del partito il 22 maggio 1926, al fine di migliorare l'amministrazione della struttura del partito. Dal 1933 in poi, dopo la presa del potere da parte dei nazisti, i Gaue sostituirono sempre più gli stati tedeschi come suddivisioni amministrative in Germania. La regione in origine apparteneva al Gau Ruhr, inizialmente guidato da Joseph Goebbels, poi divenne parte del Gau Westfalia nel 1928 e, infine diventò Gau Düsseldorf nell'agosto 1930. 
Alla testa di ogni Gau c'era un Gauleiter, una posizione che divenne sempre più potente, soprattutto dopo lo scoppio della Seconda guerra mondiale. I Gauleiter locali detenevano spesso posizioni di governo e di partito ed erano responsabili, tra le altre cose, della propaganda, della sorveglianza e, dal settembre 1944 in poi, del Volkssturm e della difesa del Gau.
La posizione di Gauleiter a Düsseldorf fu tenuta da Friedrich Karl Florian per tutta la storia del Gau dal 1930 al 1945. Florian fu condannato a sei anni di carcere dopo la guerra a causa del suo rango nel partito nazista e rilasciato nel 1951. Rimase un nazista convinto dopo la guerra e mantenne contatti con ex associati dell'era nazista. [5]
Il Gau aveva una dimensione di 2.700 km2 e una popolazione di 2.200.000 abitanti, che lo collocavano in una posizione intermedia tra i Gaue più grandi per dimensioni e popolazione.